# The Last Hero
The Last Hero es el quinto álbum de la banda estadounidense Alter Bridge, fue lanzado el 7 de octubre de 2016 por Napalm Records en todo el mundo, excepto en América del Norte, donde se dará a conocer bajo su propio sello discográfico. Este es el cuarto álbum de la banda en fila por ser producido por Michael "Elvis" Baskette.
Se dio a conocer su primer sencillo llamado "Show Me a Leader" que fue lanzado el 26 de julio de 2016.

## Lista de canciones
Todas las canciones escritas y compuestas por Alter Bridge. 
| N.º | Título                    | Duración |  |
| 1.  | «Show Me a Leader»        | 5:05     |  |
| 2.  | «The Writing on the Wall» | 4:27     |  |
| 3.  | «The Other Side»          | 5:54     |  |
| 4.  | «My Champion»             | 4:40     |  |
| 5.  | «Poison in Your Veins»    | 4:18     |  |
| 6.  | «Cradle to the Grave»     | 5:40     |  |
| 7.  | «Losing Patience»         | 4:09     |  |
| 8.  | «This Side of Fate»       | 6:47     |  |
| 9.  | «You Will Be Remembered»  | 4:42     |  |
| 10. | «Crows on a Wire»         | 4:26     |  |
| 11. | «Twilight»                | 4:14     |  |
| 12. | «Island of Fools»         | 5:00     |  |
| 13. | «The Last Hero»           | 6:42     |  |

Bonus tracks
| Bonus tracks |                    |          |  |
| N.º          | Título             | Duración |  |
| 14.          | «Last of Our Kind» | 5:34     |  |
| 15.          | «Breathe»          | 4:16     |  |

## Integrantes
Alter Bridge
- Myles Kennedy – Voz principal, guitarra rítmica y guitarra líder
- Mark Tremonti – Guitarra líder, guitarra rítmica, coros
- Brian Marshall – Bajo
- Scott Phillips – Batería, percusión

Producción
- Michael "Elvis" Baskette - Producción , mezcla , arreglos de cuerda
- Jef Moll - Ingeniería y edición digital
- Ted Jensen - Masterización
- Daniel Tremonti - Portada

## Sencillos
- Show Me A Leader
- My Champion
- Cradle to the Grave